# Cleveland Browns 1968
La stagione 1968 dei Cleveland Browns è stata la 19ª della franchigia nella National Football League, la 23ª complessiva. La squadra raggiunse i playoff per il secondo anno consecutivo grazie a una striscia di otto vittorie consecutive e al brillante quarterback Bill Nelsen, che sostituì Frank Ryan prima della settimana 4. Nella finale della Eastern Conference i Browns batterono i Dallas Cowboys, qualificandosi per la finale del campionato NFL contro i Baltimore Colts. Il club aveva inflitto ai Colts la loro unica sconfitta nella stagione regolare ma la finale fu senza storia, terminando per 34-0 in favore di Baltimore.

## Calendario
| Stagione regolare |              |                        |           |          |
| Turno             | Data         | Avversario             | Risultato | Pubblico |
| 1                 | 15 settembre | at New Orleans Saints  | V 24–10   | 74,215   |
| 2                 | 22 settembre | at Dallas Cowboys      | S 7–28    | 68,733   |
| 3                 | 29 settembre | Los Angeles Rams       | S 6–24    | 82,514   |
| 4                 | 5 ottobre    | Pittsburgh Steelers    | V 31–24   | 81,865   |
| 5                 | 13 ottobre   | St. Louis Cardinals    | S 21–27   | 79,349   |
| 6                 | 20 ottobre   | at Baltimore Colts     | V 30–20   | 60,238   |
| 7                 | 27 ottobre   | Atlanta Falcons        | V 30–7    | 67,723   |
| 8                 | 3 novembre   | at San Francisco 49ers | V 33–21   | 31,359   |
| 9                 | 10 novembre  | New Orleans Saints     | V 35–17   | 71,025   |
| 10                | 17 novembre  | at Pittsburgh Steelers | V 45–24   | 41,572   |
| 11                | 24 novembre  | Philadelphia Eagles    | V 47–13   | 62,338   |
| 12                | 1 dicembre   | New York Giants        | V 45–10   | 83,193   |
| 13                | 8 dicembre   | at Washington Redskins | V 24–21   | 50,661   |
| 14                | 14 dicembre  | at St. Louis Cardinals | S 16–27   | 39,746   |

### Playoff
| Playoff            |             |                 |           |        |                             |          |         |
| Turno              | Data        | Avversario      | Risultato | Record | Stadio                      | Pubblico | Sintesi |
| Eastern Conference | 21 dicembre | Dallas Cowboys  | V 31–20   | 1–0    | Cleveland Municipal Stadium | 81,497   | Recap   |
| Finale             | 29 dicembre | Baltimore Colts | S 0–34    | 1–1    | Cleveland Municipal Stadium | 80,628   | Recap   |

## Classifiche
| NFL Century         |    |    |   |      |       |       |     |     |     |
|                     | V  | S  | P | %    | CONF  | DIV   | PF  | PS  | STR |
| Cleveland Browns    | 10 | 4  | 0 | .714 | 4–2   | 7–3   | 394 | 273 | S1  |
| St. Louis Cardinals | 9  | 4  | 1 | .692 | 5–0–1 | 8–1–1 | 325 | 289 | V4  |
| New Orleans Saints  | 4  | 9  | 1 | .308 | 2–4   | 3–7   | 246 | 327 | V1  |
| Pittsburgh Steelers | 2  | 11 | 1 | .154 | 0–5–1 | 1–8–1 | 244 | 397 | S5  |

Note: I pareggi non venivano conteggiati ai fini della classifica fino al 1972.